# Satoshi Iida
Satoshi Iida (jap. 飯田 覚士, Iida Satoshi; * 11. August 1969 in Nagoya, Japan) ist ein ehemaliger japanischer Boxer im Superfliegengewicht.

## Profikarriere
Iida studierte an der Wirtschaftshochschule Gifu.
1991 begann er erfolgreich seine Profikarriere. Am 23. Dezember 1997 boxte er gegen Yokthai Sithoar um den Weltmeistertitel des Verbandes WBA und siegte durch einstimmige Punktrichterentscheidung. Diesen Titel verteidigte er insgesamt zweimal und verlor ihn im Dezember des darauffolgenden Jahres an Jesús Rojas nach Punkten. 
Nach dieser Niederlage beendete er seine Karriere.